# Tanah Abang Selatan
Tanah Abang Selatan is een bestuurslaag in het regentschap Muara Enim van de provincie Zuid-Sumatra, Indonesië. Tanah Abang Selatan telt 3159 inwoners (volkstelling 2010).